# 라일라 오딩가
라일라 아몰로 오딩가(스와힐리어: Raila Amolo Odinga, 1945년 1월 7일~)는 2008년부터 2013년까지 케냐의 총리를 역임한 케냐의 정치인이다. 그는 2013년부터 케냐의 야당 지도자로 추대되고 있다. 1992년부터 2007년까지 랑가타의 국회의원을 지냈다. 2001년부터 2002년까지 케냐의 에너지부 장관을 지냈으며, 2003년부터 2005년까지 도로, 공공사업, 주택부 장관을 지냈다. 오딩가는 2018년 아프리카 연합 위원회의 인프라 개발 최고 대표로 임명되었다.
그는 2007년 대통령 선거에서 당시 현직이었던 음와이 키바키에 대항하여 주요 야당 후보였다. 5년 후 대통령 선거에서 그는 우후루 케냐타를 상대로 43.28%의 득표율을 보인 5,340,546표를 얻어 2위를 하였다. 그는 2017년 8월 우후루 케냐타를 상대로 대통령직을 위한 또 다른 시도를 했다. 우후루 케냐타는 54%의 득표율로 43%의 오딩가를 누르고 당선되었다. 이 결과는 선거가 "불법과 부정"으로 얼룩졌다는 조사 결과에 따라 결국 대법원에 의해 무효가 되었다. 오딩가가 재투표에서 공정한 절차를 가능하게 하기 위한 불충분한 개혁들을 이유로 참가를 거부했을 때, 법원이 명령한 그 이후의 새로운 선거는 우후루 케냐타가 이겼다.
케냐의 초대 부통령인 자라모기 오깅가 오딩가의 아들로, 그는 케냐의 다양한 지역, 특히 해안주와 그의 고향인 니안자주로부터 많은 지지를 받고 있다. 오딩가는 일반적으로 "바바"로 알려져 있다. 공교롭게도 그는 1992년과 1994년 사이에 그의 아버지와 같은 시기에 하원의원이었다. 수상과 관련된 다른 별명들로는 스와힐리어로 망치질을 하는 "뉸도", 스와힐리어로 트랙터를 뜻하는 "팅가", 국가개발당의 상징인 "아그와밀리" 그리고 예측할 수 없는 (신비적이거나 신비로운) 사람을 뜻하는 "아그와밀보", 정치적 아버지를 뜻하는 '바바' 등이 있다.
오딩가는 1997년 총선에서 처음으로 대통령에 출마해 KANU 의장인 대니얼 아랍 모이와 민주당 의장인 음와이 키바키에 이어 3위를 차지했다. 2007년 총선에서 오렌지 민주운동(ODM) 후보로 출마했다.
2007년 9월 1일, 오딩가는 PNU의 음와이 키바키와 맞붙을 ODM의 대통령 후보로 선출되었다. 그는 그 선거에서 상당한 지지를 얻었다 당시 선거기관인 케냐 선거관리위원회(ECK)에 따르면 그는 리프트밸리주(케냐에서 가장 인구가 많은 지역)와 서부주, 고향 니안자주, 해안주에서 과반수를 휩쓸었다. 반면 키바키 후보는 수도 나이로비, 북동부주, 중부주, 동부주 등 4개 주에서 과반수 득표율을 기록하며 오딩가 후보를 4표 차로 따돌렸다. 오딩가의 ODM 정당은 전체 의석 210석 중 99석을 얻어 원내 제1당이 되었다.
2007년 선거의 폭력적 후폭풍과 부정선거 의혹을 조사하기 위해 의뢰된 크리글러 보고서는 약 120만 명의 죽은 유권자들의 이름이 유권자 등록부에 존재한다고 명시하여 선거의 진실성에 심각한 의심을 불러일으켰다.
2007년 12월 30일, 케냐 선거위원회의 회장인 고 새뮤얼 키부투는 대통령 선거에서 약 23만 표의 근소한 차이로 당선된 현직 대통령 키바키를 선언했다. 오딩가는 선거관리위원회의 부정행위를 주장하며 결과에 이의를 제기했다. 그러나 그는 법원이 키바키에 의해 조종당하고 있기 때문에 공정하고 공정한 심리를 할 수 없다고 믿으며 법원에 청원하는 정당한 절차를 따르기를 거부했다.
대부분의 여론조사는 오딩가가 대통령을 이길 것으로 예상했지만 선거일이 다가오면서 그 차이는 계속 줄어들었다. 독립적인 국제 관측통들은 그 이후 여론조사가 PNU와 ODM 모두에게 유리한 부정행위, 특히 최종 투표 단계에서 망쳐졌다고 말했다. 키바키의 승리 발표는 거의 즉시 ODM과 PNU 지지자들의 폭동과 폭력 시위가 뒤따랐고, 선거 후 폭력사태는 몇 주 동안 계속되어 1000명 이상의 사망자와 50만 명의 이재민이 발생했다.
그의 아버지 외에도, 오딩가는 케냐의 민주화 과정을 이끄는 세력들 중 하나로 확인되는데, 특히 대니얼 아랍 모이 대통령의 억압적인 정권 (1978년~2002년)과 이전에 무시당했던 많은 기본권들을 재확인하는 새로운 헌법 (2010년)의 채택에 앞장섰다.
2017년 4번째 대통령 선거에 출마했으나 우후루 케냐타에게 패했다. 오딩가는 대법원에서 선거 결과에 이의를 제기했는데, 이는 선거 결과를 무효화하고 선거 부정의 결과로 새로운 선거를 불렀다. 대법원 판결에도 불구하고 오딩가는 2017년 10월 10일 제2대 대통령 선거에서 물러날 것이라고 발표했다.

## 어린 시절 및 경력
라일라 오딩가는 1945년 1월 7일 니안자주 키수무현 마세노에서 메리 주마 오딩가와 자라모기 오깅가 오딩가의 아들로 태어났다. 그의 아버지는 조모 케냐타 대통령 밑에서 케냐의 초대 부통령을 지냈다. 그는 루오족에 속한다. 키수무 유니온 초등학교와 마란다 고등학교에 진학하여 1962년까지 공부하였다. 이후 2년 동안 헤르더 연구소에서 독일어를 배우며 동독 라이프치히 대학교의 언어학 교수로 있었다. 1965년 독일 연방 마그데부르크(현재의 오토 폰 게리케 대학교 마그데부르크)에 있는 테크니체 호흐슐레에 입학하여 장학금을 받았다. 냉전 기간 동안 동베를린에서 공부하는 동안 케냐인으로서 그는 체크포인트 찰리를 통해 서베를린을 방문할 수 있었다. 서베를린을 방문할 때, 그는 동베를린에서 구할 수 없는 물건들을 밀수하여 동베를린에 있는 친구들에게 가져다주곤 했다.
그는 1970년에 케냐로 돌아왔다. 1971년, 라일라는 액체 석유 가스 실린더를 제조하는 회사인 스탠더드 프로세싱 장비 건설 및 조립 유한회사(이후 동아프리카 스펙트로 개명)를 설립했다. 1974년 그는 케냐 표준국의 그룹 표준 관리자로 임명되었다. 1978년 부주임으로 승진하여 1982년 구금될 때까지 그 직책을 맡았다.

## 정치 경력

### 구금
케냐 정부에 의한 가차없는 인권 남용의 시대에, 오딩가는 1982년 대니얼 아랍 모이 대통령에 대한 쿠데타 시도에 실패한 음모자들과 협력했다는 이유로 돌아가신 아버지 오딩가와 함께 연루되었다는 증거가 보여 7개월 동안 가택 연금되었다. 수백 명의 케냐 민간인과 수천 명의 반군 병사들이 쿠데타로 사망했다. 몇몇 외국인들도 목숨을 잃었다. 오딩가는 나중에 반역죄로 기소되어 재판 없이 6년 동안 구금되었다.
14년 후인 2006년 7월 오딩가의 승인으로 공개된 전기는 오딩가가 이전에 인정했던 것보다 쿠데타 시도에 훨씬 더 관여했음을 시사했다. 출판 이후 케냐의 일부 국회의원들은 오딩가를 체포하고 기소할 것을 요구했지만, 이미 공소시효가 지났고, 그 정보가 전기에 담겨 있었기 때문에 오딩가는 공개적인 자백에 해당하지 않았다. 그의 가장 고통스러운 경험 중 일부는 그의 어머니가 1984년에 사망했을 때였다. 그러나 교도관들은 그녀의 죽음을 그에게 알리는데 두 달이 걸렸다.
그는 1988년 2월 6일 석방되었으나, 나라가 계속 빈곤한 통치 아래 깊이 빠져들던 시기에 민주화 운동과 인권 운동으로 인해 1988년 9월 다시 체포되었다. 그리고 단일 정당 통치의 전제주의, 다당제 민주주의 케냐가 당시 법적으로는 일당제 국가였다. 그가 독재 정부와의 만남은 그에 대한 음모의 아우라를 불러일으켰고, 이는 아마도 그의 정치적 추종자들이 그를 "아그와보", "미스터리" 또는 "예측 불가능" 또는 "야콤"으로 명명했기 때문일 것이다.
오딩가는 1989년 6월 12일 석방되었으나 1990년 7월 5일 케네스 마티바, 찰스 루비아 전 나이로비 시장과 함께 수감되었다. 오딩가는 1991년 6월 21일 석방되었고, 10월 부패가 심해진 케냐 정부가 자신을 암살하려 한다는 징후가 보이자 노르웨이로 망명했다.

## 사생활

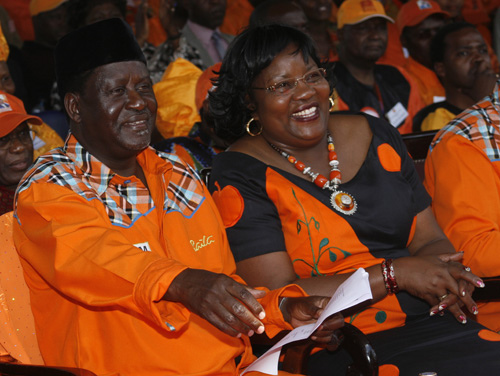
정치 집회에서 오딩가와 그의 아내 아이다

오딩가는 어린 시절 성공회 선교회에서 세례를 받은 후 거듭남 기독교인이 되었고 나이로비에 있는 올 세인츠 대성당의 통신원이 되었다.
오딩가는 루오 유니온(현재의 고르 마히아)에서 미드필더로 잠시 활약하였다.
오딩가는 아프리카 연합에 의해 알라산 우아타라와 로랑 그바그보가 연루된 2010~2011년 코트디부아르 위기를 중재하기 위해 임명되었다. 오딩가는 "자유의 불꽃"을 1040년에 쓴 자서전을 통해 어린 시절부터의 삶에 대해 이야기한다. 2013년 10월 6일 케냐에서 출시되었으며 이후 2013년 10월 15일 미국에서 출시되었다. 그는 케냐 주지사들과 동행했다.

## 역대 선거 결과
| 선거명      | 직책명        | 대수 | 정당            | 득표율 | 득표수      | 결과 | 당락 |
| ----------- | ------------- | ---- | --------------- | ------ | ----------- | ---- | ---- |
| 1997년 선거 | 케냐의 대통령 | 2대  | 국가개발당      | 10.79% | 667,886표   | 3위  | 낙선 |
| 2007년 선거 | 케냐의 대통령 | 3대  | 오렌지 민주운동 | 44.07% | 4,352,993표 | 2위  | 낙선 |
| 2013년 선거 | 케냐의 대통령 | 4대  | 오렌지 민주운동 | 43.31% | 5,340,546표 | 2위  | 낙선 |
| 2017년 선거 | 케냐의 대통령 | 4대  | 오렌지 민주운동 | 44.74% | 6,762,224표 | 2위  | 낙선 |
| 2017년 선거 | 케냐의 대통령 | 4대  | 오렌지 민주운동 | 0.96%  | 73,228표    | 2위  | 낙선 |
| 2022년 선거 | 케냐의 대통령 | 5대  | 통합의 약속     | 48.85% | 6,942,930표 | 2위  | 낙선 |